# Tecktonik

Logo Tecktonik

Tecktonik (TCK) – zarejestrowany znak towarowy, francuskich produktów dla tancerzy Electro Dance (napoje energetyczne, żele, bluzy, koszulki). Początkowo Tecktonik używano do nazywania wieczorów tanecznych w jednym z podparyskich klubów Métropolis, szczyt popularności przypada na lata 2006-2007, kiedy narodziła się moda na taniec electro (Electro Dance).

## Znaczenie nazwy

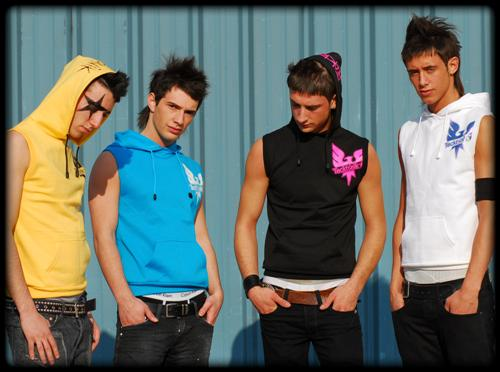
Tancerz ElECTRO DANCE za czasów Tecktonik

Tecktonik (TCK) jest to skrót nazwy ”tecktonik killer”, Zastrzeżonej przez jej twórców (Alexandre Barouzdin oraz Cyril Blanc) określającej również liczne produkty. Stosowanie tej nazwy jest zabronione, jak i używanie logo (orzeł z napisem „tecktonik”) – zarejestrowanego znaku towarowego produktów sprzedawanych przez spółkę Tecktonik. Taniec, który był i czasem jest błędnie określany tą nazwą to Electro Dance. W mediach, określenie "Tecktonik" często wiąże się z muzyką, odzieżą i wszystkimi pochodnymi, tak więc stosowanie go do nazywania jakiegokolwiek tańca jest niewłaściwe.

## Historia
W 2002 roku Cyril Blanc i Alexandre Barouzdin zorganizowali "Tecktonik Killer" – imprezę według ich projektu o nazwie "Tecktonik Events", której celem była promocja we Francji dwóch stylów muzyki, które powstały w Belgii i Holandii: hardstyle i jumpstyle. Projekt ten przewidywał stworzenie trzech typów imprez, gdzie można byłoby spotkać DJ-ów z gatunku hardstyle: 'Blackout Evenings, Electro Rocker Evenings i Tecktonik Killer Evenings. Cyril wyjaśnił, że nazwa Tecktonik to gra słów na temat teorii płyt tektonicznych.
Wraz z imprezami Tecktonik Killer, Cyril i Alexandre stworzyli z pomocą projektantów i handlowców symbole, które otaczają zjawisko: neonowe kolory, rękawice, obcisłe ubrania, itp. Biorąc pod uwagę sukces tych wieczorów, Cyril Blanc opatentował znaki "Tecktonik" i "TCK" w INPI (Narodowy Instytut Własności Przemysłowej) i na arenie międzynarodowej w 2007 r.
, aby nie dopuścić, by inne kluby promowały swoje imprezy za pomocą tych słów. Następnie dwa inne kluby w Paryżu przejęły styl klubu Metropolis – Mix Club i Red Light.
Electro Dance cieszył się coraz większym powodzeniem i został przeniesiony do Francji przez spotkania na ulicy i filmy dostępne w Internecie. W 2007 r. media jeszcze bardziej zainteresowały się tym zjawiskiem, co dodatkowo pomogło jego rozprzestrzenianiu się. Taniec jest znany opinii publicznej przez pojawianie się w klipach, w tym Mondotek - Alive Yelle - A Cause des Garçons, Dim Cris - Sucker lub klipach wykonawców takich jak Lorie. We wrześniu 2007 r. Techno Parade pomógł zwiększyć popularność Electro Dance.
W listopadzie 2007 r. TF1 (Télévision Française 1) stał się oficjalną międzynarodową agencją marki Tecktonik, w celu promowania poza granicami Francji.
Kluby muszą uzyskać zezwolenie od Cyrila Blanca i Alexandre Barouzdin, aby używać terminu "Tecktonik" lub "TCK".